# Гофман, Карл Карлович
Карл Карлович Гофман (1810—?) — российский филолог, экстраординарный профессор Московского университета. 

## Биография
Учился в Марбургском университете, где получил степень доктора философии (1835), после чего приехал в Россию в качестве домашнего учителя латинского, греческого и немецкого языков. 
Первоначально жил в Санкт-Петербурге; затем, по рекомендации академика Ф. Б. Грефе, в 1837 году был приглашён лектором в Императорский Московский университет на кафедру греческой словесности и древностей (вместо В. Печерина). С 1841 года — экстраординарный профессор Московского университета. В 1849 году вернулся в Германию.
О преподавании К. Гофмана сохранились сдержанные отзывы. Гофман совершенно не знал русского языка и переводил студентам греческие тексты на латынь и немецкий язык, к тому же большую часть времени отдавал изучению грамматики. Издал в Москве сочинения Фукидида, Эврипида, речи Эсхина и Демосфена, составил учебную книгу по латинскому языку, произнёс речь в торжественном собрании Московского университета «О греческой трагедии» (1844).